# Hémihydrate de sulfate de calcium
L'hémihydrate de sulfate de calcium est un composé chimique de formule CaSO4 • {\displaystyle {\tfrac {1}{2}}} H2O.
Cette matière hygroscopique, facilement obtenue en poudre pulvérulente, fait partie de la famille des hydrates de sulfate de calcium. Composante de base du plâtre des Anciens, elle était obtenue depuis des temps immémoriaux par calcination du gypse.
L'hémihydrate de sulfate de calcium est aussi connu à l'état naturel, formant le minéral appelé bassanite.

## Variétés microcristallines et production
Il existe au moins deux variétés microcristallines, fabriquées à partir du minéral gypse :
- la variété alpha ou hémihydrate α, obtenue par traitement en autoclave ou par autoclavage, de pulpes de gypse à 120 °C destinée au plâtre de moulage et à certains usages nécessitant un matériau plus dur, permettant de dépasser 30 MPa en résistance mécanique. Sa masse volumique avoisine 2,76 g·cm-3.
- la variété béta ou hémihydrate β, obtenue par simple cuisson en four vers 150 °C, destinée aux usages plus classiques du plâtre. Sa masse volumique avoisine 2,63 g·cm-3.

La fabrication de la première variété, dans certaines conditions, est moins onéreuse que celle de la seconde, lorsqu'on l'applique au phosphogypse. Le plâtre de Paris est essentiellement à base d'hémihydrate β.

## Propriétés chimiques
L'hémihydrate de sulfate de calcium mis à bouillir dans l'eau donne une solution sursaturée de CaSO4 aqueux et de gypse. Au cours du refroidissement, en dessous d'une température de 42 °C à la pression ambiante, se forment des cristaux en aiguilles fines et enchevêtrées de gypse. La réaction est fortement exothermique. Elle peut s'écrire :
(CaSO4 • {\displaystyle {\tfrac {1}{2}}} H2O)poudre ou masse solide plus ou moins pulvérulente + {\displaystyle {\tfrac {3}{2}}} H2Ovapeur d'eau ou eau liquide → (CaSO4 • 2 H2O)cristallin
Cette expérience permet d'expliquer le feutrage ou prise du plâtre lors du gâchage, c'est-à-dire lors de l'ajout d'eau à la poudre causant la réhydratation de l'hémihydrate. Elle montre aussi concrètement l'augmentation de volume, ce qui permet des moulages (techniques médicales pour enserrer tout ou partie de membres, avec une stabilisation en pression d'assez longue durée, prise d'empreintes...) et explique ainsi un usage important du plâtre de Paris.